# Тимофеева, Софья Никитична
Со́фья Ники́тична Тимофе́ева (в девичестве – Трофи́мова) (2 декабря 1902, Нижние Шелаболки, Козьмодемьянский уезд, Казанская губерния, Российская империя — 26 сентября 1968, Нижнее Акчерино, Горномарийский район, Марийская АССР, РСФСР, СССР) — марийский советский педагог, общественный деятель. Учитель, директор Акчеринской школы Горномарийского района Марийской автономной области / Марийской АССР (1924―1949). Заслуженный учитель школы РСФСР (1949). Первая среди женщин Марий Эл кавалер ордена Ленина (1939). Депутат Верховного Совета РСФСР (с 1938). Член ВКП(б) с 1926 года.

## Биография
Родилась 2 декабря 1902 года в дер. Нижние Шелаболки ныне Горномарийского района Марий Эл в бедной крестьянской семье.
В 1916 году окончила Юматовскую учительскую школу Свияжского уезда Казанской губернии, в 1922 году — Козьмодемьянскую школу Марийской автономной области.
В 1924 году начала свою педагогическую деятельность: стала учительницей, затем — директором Акчеринской школы Козьмодемьянского кантона Марийской автономной области. В это же время была одним из организаторов местного колхоза «Борозда».
В 1926 году принята в ВКП(б). Вела общественную деятельность: в 1938—1955 годах, на протяжении 3 созывов, избиралась депутатом Верховного Совета Марийской АССР. В некоторых источниках отмечается, что в 1938 году также была избрана депутатом Верховного Совета РСФСР.
За заслуги в области народного образования в 1949 году ей присвоено почётное звание «Заслуженный учитель школы РСФСР». В 1939 году первой среди женщин Марийской АССР была награждена орденом Ленина. Также в 1949 году ей вручили орден «Знак Почёта».
Скончалась 26 сентября 1968 года в дер. Нижнее Акчерино Горномарийского района Марийской АССР. Похоронена на малой родине. 

## Награды и звания
- Орден Ленина (1939)[1][2]
- Орден «Знак Почёта» (1949)[1][2]
- Заслуженный учитель школы РСФСР (1949)[1][2]